# Jenna McDougall
Jenna Rachael McDougall (Sydney, 1º giugno 1992) è una cantante australiana, nota per essere la voce del gruppo rock Tonight Alive. Nel 2022 ha avviato una carriera solista con il progetto Hevenshe.

## Biografia
Jenna McDougall è nata a Sydney, Australia, e ha due sorelle. Da bambina si cimentava in piccoli show con la sua famiglia. Ha suonato vari strumenti musicali durante il periodo delle scuole superiori, inoltre faceva parte del coro della scuola, esperienza che alimentò il suo interesse per la musica.
Prima di entrare a far parte dei Tonight Alive, teneva dei piccoli show acustici nella sua città natale.
Ha frequentato una scuola per sole ragazze. La canzone Amelia, contenuta in What Are You So Scared Of?, album di debutto dei Tonight Alive, è dedicata a un'amica che perse la vita durante un incidente nel periodo scolastico.
Quando Jenna si è unita ai Tonight Alive, il gruppo era formato solamente da Jake Hardy (chitarra), Whakaio Taahi (chitarra) e Cam Adler (basso), ed era alla ricerca di un batterista e di un cantante. Mentre la McDougall si stava concentrando sui suoi show acustici, chiese ad Adler di aiutarla nella registrazione di alcune sue demo acustiche; in cambio lei avrebbe registrato la parte vocale per una demo dei Tonight Alive che Adler le aveva passato. Jenna divenne così la cantante del gruppo, e la prima prova ufficiale della band con la McDougall è datata 31 maggio 2008, proprio un giorno prima del sedicesimo compleanno di quest'ultima. Nell'agosto dello stesso anno la band suonò il suo primo show all'Hypefest. Jenna è il membro più giovane del gruppo, e andava ancora a scuola nel periodo in cui la band ha inciso l'EP All Shapes & Disguises.
In un'intervista ha affermato di aver sofferto di una forte forma di dermatite tra luglio 2011 e marzo 2012, definendolo il momento più difficile della sua vita. Parla di questo periodo della sua vita nei testi delle canzoni The Ocean e Bathwater, composte con i Tonight Alive e presenti nel loro secondo album in studio The Other Side.
Nel 2016 collabora con il gruppo metalcore Parkway Drive cantando in una nuova versione di A Deathless Song, contenuta nella riedizione del loro album Ire e con il rapper Illy nel brano Oh My.
Il 25 maggio 2022 McDougall annuncia il suo progetto solista Hevenshe. Pubblica il suo primo singolo No One Will Ever Love You il 6 giugno 2022.

## Influenze musicali
Jenna McDougall ha affermato che alcune delle sue influenze musicali, come anche dei Tonight Alive, sono alcuni dei gruppi pop punk che hanno suonato al Vans Warped Tour come Blink 182, Simple Plan, Yellowcard, Fall Out Boy e Pierce the Veil. Ha inoltre aggiunto di essere ispirata anche dalla musica di artisti quali Led Zeppelin, Alanis Morissette, Missy Higgins, Avril Lavigne, Hole, Letters to Cleo, Bob Marley, Damien Rice, Bon Iver, Jimi Hendrix, Rage Against the Machine, Rufio, The Script, Jimmy Eat World, Thrice e The Starting Line.

## Discografia

### Con i Tonight Alive
Album in studio
- 2011 – What Are You So Scared Of?
- 2013 – The Other Side
- 2016 – Limitless
- 2017 – Underworld

EP
- 2010 – All Shapes & Disguises
- 2010 – Consider This
- 2011 – Let It Land

### Hevenshe
Singoli
- 2022 – No One Will Ever Love You
- 2023 – Trying Not to Feel
- 2023 – These Days
- 2023 – The Blessing
- 2024 – Wild Wild Heart
- 2024 – Essential
- 2025 – Wish I Had a Friend
- 2025 – Floor Bed